# CHAOS;CHILD
『CHAOS;CHILD』（カオスチャイルド）は、5pb.より2014年12月18日に発売されたXbox One用ゲームソフト。公式略称は「カオチャ」。タイトルロゴには「Chaos;Child」と小文字が使用されているが、公式テキストでは「CHAOS;CHILD」と全て大文字表記される。
2015年6月25日にPlayStation 4/PlayStation 3/PlayStation Vita用ゲームソフトの3機種でも発売された。同年3月31日よりPlayStation Storeにて無料体験版『CHAOS;CHILD 404 not found』が配信されている。
2015年12月29日にWindows版の発売決定、そしてアニメ化企画進行中であることが発表された。Windows版は2016年4月28日に発売。
2017年1月11日より、AT-X・TOKYO MXほかにてテレビアニメ放送開始。
2017年1月31日にモバイル向けiOS版が、2017年5月28日にはAndroid版が配信開始された。
2017年3月30日にはPlayStation 4/PlayStation Vita用ゲームソフトとして、ファンディスク『CHAOS;CHILD らぶchu☆chu!!』が発売された。
2022年2月24日には、Nintendo Switch版の『CHAOS;CHILD』、および『CHAOS;CHILD』と『CHAOS;HEAD NOAH』をセットにした『CHAOS;HEAD NOAH / CHAOS;CHILD DOUBLE PACK』が発売された。

## 概要
「科学アドベンチャーシリーズ」第4弾。同シリーズ第1作『CHAOS;HEAD NOAH』の設定を引き継ぐ後継作に当たる。これは原作者の志倉千代丸が以前から『CHAOS;HEAD NOAH』の設定をもっと活用したいと考えていたことによるものだが、作品名を『CHAOS;HEAD NOAH 2』とすると新規ユーザーにとってハードルが高くなってしまうことから、前作の名前の一部のみを引き継いでいる。
舞台となるのは同じ渋谷の街だが、前作から6年が経過した2015年の出来事と設定されており、前作終盤で発生した大地震によって荒廃した街並みはおおむね復興を遂げている。またその復興作業によりシリーズ第3作『ROBOTICS;NOTES』で語られた15年クラッシュの被害も最小限となっている。
テーマは「心への侵食」。主人公やプレイヤーの期待を次々と裏切っていくことによって、じわじわと恐怖がにじみ出るような作品を志向している。作品のイメージの原点は「力士シール」であり、本作のトレードマークにもなっている。
システム面では前作にあった、どのような妄想をするかによって物語が分岐する「妄想トリガー」を継承しているが、画面の切り替えを廃してよりシームレスな演出になっている。また、欧米の刑事ドラマに見られるような、コルクボード上の地図に貼り付けた資料を糸で結ぶことによる情報整理が進行の鍵を握っている新システム「マッピングトリガー」が搭載されている。

## ストーリー
2015年、渋谷。6年前に起きた大災害、渋谷地震から復興された街に新設された私立高校「碧朋学園」に通う青年宮代拓留は、自身が設立した新聞部の活動の一環として「ニュージェネレーションの狂気の再来」と称される連続殺人事件を追っていた。
情報強者を自称する拓留は、持ち前の好奇心と行動力、そして周囲の手助けや偶然もあり、とうとう事件の第一発見者となる事が叶う。真相の究明をする事で自身の有能さを知らしめる事ができると考えた拓留は、義理の姉を自称する来栖乃々の制止も聞かず、幼なじみの尾上世莉架や親友の伊藤真二と共に動く事となる。
やがてそれは、渋谷に生きる全ての人々を巻き込む狂気となって拓留に襲い掛かり、拓留もまた、自身の過去と向き合う事となって行く。

## 用語
CHAOS;HEAD NOAHから登場する用語は当該項も参照。
ギガロマニアックス
誇大妄想具現化能力者。自身の妄想を現実化する事ができる。ギガロマニアックスとしての素質を持つものが、極限状況の中で強いストレスに晒される事で能力が覚醒する。妄想の具現化はリアルブートと呼ばれ、自身の妄想するイメージを周囲の人間の盲点へ送り込み共通認識とする事で妄想を現実化する。その仕組み上、周囲に自分以外の人間がいない状況では能力を発揮できない。
今作では前作『CHAOS;HEAD NOAH』のような万能の能力者ではなく、あくまで一部の能力だけを持ったものとして描かれている。
今作に登場するギガロマニアックスは皆、渋谷地震で倒壊したノアⅡから飛散した粒子を浴び、素質ある子供が限定的に覚醒した不完全なものである。そのため今作のギガロマニアックスは全員が前頭葉の肥大化という共通点を持ち、またカオスチャイルド症候群に罹患している。また、ディソードを持たない者も存在するが、自由意志で能力を使用する事は可能。
ディソード
ギガロマニアックスとしての能力に覚醒した者が持つ剣。リアルブートすることで剣として用いる事もできるが、本来の用途は現実世界とディラックの海を繋ぐ事である。ギガロマニアックスが能力を発動する際には必ずこの剣が必要となる。風景のどこかから引き抜く事で真にギガロマニアックスとして覚醒できる。
前作のディソードはモチーフが植物であった事に対し、今作は身体のパーツ(あるいは五感)がモチーフに設定されている。また、青一色であった前作のものに比べ、今作のそれはカラフルである。
カオスチャイルド症候群
渋谷地震で精神的な被害を受けた若者に多く発症するPTSDの一種。症状は幻覚やトラウマのフラッシュバック、記憶喪失やその他の障害など様々。＠ちゃんねるなどでは地震兵器に使用されていた物質による後遺症ではないかといった陰謀論が出回っている。
トゥルールートで明かされる真実
共通ルートと各ヒロインルートにおいては、主人公や周囲からはPTSDが症状であると語られる。しかし、本当の症状は老人化現象と、それに伴う現実からの逃避行動である。症候群者ではない人間からは差別的に見られている事も少なくないが、そういった自分や周囲に向けられる都合の悪い情報が一切知覚できない状態となっている。碧朋学園に集まる生徒たちは全員が罹患者であり、そのため学生服を着た若者でありながら、ほぼ全員が老人化しているという異様な状況になっている。体力や身体能力も相応に低いのか、作中では頻繁に息を切らしたり細腕の女子に男子が力負けしたりといった描写が含まれている。
老人化現象はあくまで外見のみで精神は若者のままであり、その事も相まってトゥルールートでは異常性が描かれる事となる。後に拓留達の尽力により、全ての患者は症候群から回復した。体内で生成された偽物のテロメアが脳を誤認させたのではないかといった仮説が出ているが、原因は特定されていない。
ニュージェネレーションの狂気
2009年9月から11月にかけて渋谷で起きた不可解な連続猟奇事件。通称「ニュージェネ」。事件の犯人や動機は明らかになっておらず、凄惨な犯行が特徴。
ニュージェネレーションの狂気の再来
2009年に起こった連続猟奇事件「ニュージェネレーションの狂気」の再来と言われている連続猟奇事件。ニュージェネ事件と同じ日付に発生しており、どれも凄惨かつ不可解な犯行方法であるという点が共通する。
力士シール
力士の顔のように見える不気味なデザインのシール。ギガロマニアックスの素質がある者が目にすると極度の不安や不快感を覚え、幻覚を見てしまう作用がある。
AH東京総合病院
作中に登場する精神科病院。地下施設では以前、ある人体実験が行われ、現在もその被験者が収容されている。前作『CHAOS;HEAD』にも登場しているが、経営者は変わっている。

### 本作の連続狂気事件
こっちみんな
ニュージェネレーションの狂気の再来第1の事件。ネットで「未来が見える」と豪語して話題になっていた動画サイトのユーザーが、生放送中に自身の右腕を細かく切断し、それを食べる様子を放映した末に失血死した。
音漏れたん
ニュージェネレーションの狂気の再来第2の事件。不思議な魅力を持った歌声でファンを増やした人気ヴォーカリストが、趣味のストリートライブ中に歌いながら死亡した。死因は自身の腹部をカッターナイフで裂いた事による失血死。裂かれた腹部内にはスピーカーが埋め込まれていた。
回転DEAD
ニュージェネレーションの狂気の再来第3の事件。とあるラブホテルの一室の回転ベッドの上で、男性がロープにより絞殺された。また、現場には碧朋学園に通う女子生徒と警察官が倒れていた。
ごっつぁんデス
ニュージェネレーションの狂気の再来第4の事件。カリスマネット記者の渡部友昭が碧朋学園の学園祭において、突然大量の力士シールを嘔吐して死亡した。被害者の胃の中にはおびただしい数のシールが詰め込まれていた。
上手に焼けました
ニュージェネレーションの狂気の再来第5の事件。全裸の女性が自宅のテーブルの上で、頭から串焼きの串のような鉄筋が突き出た状態で焼死していた。遺体は激しく焼失しており、身元確認は困難な状態となっていた。部屋には犯人の存在を示す物的証拠は残っておらず、ガソリンや灯油を使った形跡も無く、被害者を焼殺した手口は不明となっている。
非実在青少女
ニュージェネレーションの狂気の再来第6の事件。復興が進んでいない渋谷の住宅街の一画で、全身を解体され、箱に詰められて人体の形になるよう並べられた遺体が発見された。

## 登場人物

### メインキャラクター
宮代 拓留（みやしろ たくる）
声 - 松岡禎丞
誕生日：1997年5月21日
本作の主人公。3年生。「一席ぶとうか？」が口癖で、情報強者を自称し、情報弱者達を見下している。また自身を「リア充」であると考えているが、親しくない人物の前では挙動不審になる小心者であり、クラスでの影は薄い。乃々とは地震以降に同じ施設で育った家族の間柄だが、とある事情から施設を出て公園にあるキャンピングカーで一人で暮らしている。過去の出来事から前作の主人公、西條拓巳に憧れており、時おり彼の名を浮かべて自分の行動を省みる事がある。
新聞部を立ち上げてから初めて起こった渋谷での大事件“ニュージェネレーションの狂気の再来”に執心しており、伊藤達と共に事件の謎を追っている。だが、学校を休んで取材に行くなど極端な行動が目立つため、副部長の乃々からは度々諌められている。基本的に世間を見下しているものの、乃々を始めとした家族や数少ない友人達には優しく、親愛を持って接する。
作中でのとある出来事から自身にテレキネシスを使う能力がある事に気が付くも、しばらくディソードを手に入れられず自在に操れずにいた。西條拓巳ほど能力に執心はしなかったが、義妹である結衣がニュージェネの狂気の再来事件で殺害されたことをきっかけとして、事件解決のために前向きに能力を求めるようになり、世莉架と乃々の戦いに乱入した際に怒りからディソードを手に入れ完全に覚醒する。だが、ルートによっては最後まで覚醒する事がなく終わる場合もある。
当初は自分の能力を他のヒロイン達と同じ病による発症であると考えており、原因は大怪我によるリハビリのストレスだと考えていた。しかし、物語の終盤において、実は渋谷地震の際に本物のギガロマニアックスとして覚醒しており、無意識のリアルブートで世莉架を生み出していたことが判明する。黒幕であった佐久間と決着を付けた後に逮捕され、世間からは狂気の連続殺人犯として扱われたまま収監された。トゥルールートでは自身の脳波パターンを用いて症候群者を現実に帰還させることを試みる。また、記憶を失った世莉架に対してはあえて突き放す行動をとることで、自分とは無関係な幸せな人生を歩むよう願った。
能力は物体を自在に動かすテレキネシス。前述の通りそれは力の一端でしかなく、西條拓巳(将軍)と同じく生身の人間を生み出す事さえ可能な強大なギガロマニアックスである。ディソードのモチーフは眼球。
前作の主人公がひきこもりだったので、対照的になるようリア充として設定された。ただし正確には「リア充気取り」であり、ネットで仕入れた知識をひけらかしては情報通ぶっている。
尾上 世莉架（おのえ せりか）
声 - 上坂すみれ
誕生日：1998年6月30日
2年生。誰に対しても明るく友好的に接する新聞部のムードメーカー。「おっけい」が口癖で、幼なじみの拓留を「タク」と呼ぶ。拓留とは家が隣同士で幼少期からの長い付き合いであり、お互いあまり良くない家庭環境を抱えていた事から意気投合し今に至る。幼い頃は両親からネグレクトを受けており、拓留の家に駆け込む事も多かった。家事のセンスは壊滅的で、コーヒーを淹れる事すら新聞部では許されていない。
拓留の言葉を無条件に信用し、騙されても明るい態度で接する優しい少女だが、要所で尻込みしたり孤立しがちな拓留を引っ張り、救おうとする強さも見せる。
物語の終盤において、友人であった乃々に正体を問い詰められ、彼女がギガロマニアックスであることや、ニュージェネレーションの狂気の再来事件に関わっていたことが明かされる。また、過去に両親と住んでいたはずのマンションに別人が住んでいたことや、渋谷地震以前の記録が存在しないといった不審な点が澪達によって指摘され、彼女の正体は小学生の拓留が自分の承認欲求を満たすために妄想していたイマジナリーフレンドであり、震災時に拓留がリアルブートで生み出した存在であることが判明する。
最後は拓留と戦い、全ての記憶を抹消された上で「震災で記憶を失った」という設定を与えられて暮らす事になる。ラストシーンにて、拓留の思いを汲んで自分の人生を生きる事を決意したように取れる行動をするが、完全に記憶を取り戻したかどうかは曖昧なままとなっている。トゥルールートは彼女の視点で描かれ、もう一人の主人公であるとも言える。
能力は読心。周囲の相手の思考を全て読む事ができるため、戦闘では絶大な力を発揮する。だが、そもそも自我を持たない彼女にとっては人間の不可解な思考を見せつけられる能力でもあり、拓留には「何でみんな生きていられるのか分からない」と心中を吐露していた。ディソードのモチーフは眼球。全力を発揮する際は剣身が展開し、眼球状のレンズが露出する。
来栖 乃々（くるす のの）
声 - ブリドカットセーラ恵美
誕生日：1997年4月19日
3年生。拓留の義理の姉。拓留とは地震以降に同じ児童保護施設で育った家族であり、度々危ない事に首を突っ込みたがる拓留を姉として諫める。生徒会長であり、新聞部副部長も兼任している。
かつて学園側との交渉で振るった辣腕を評価され、生徒達からはもっぱら「女帝」と呼ばれるが、本人はあまり気に入っていない節がある。整った容姿と文武両道な立ち居振る舞いから生徒達の人気は高く、憧れる者も多い。しかし性格は小うるさく、特に拓留からは鬱陶しがられている。また趣味が部屋の掃除であったりスーパーの特売情報に詳しいなど、家計管理を任されている立場からか所帯じみた部分もある。
ギガロマニアックスなどの事は知らない一般人であり、異能を目にした際は素直に怯える事もある。
だが、震災時に覚醒したギガロマニアックスの一人である事が後に判明し、結衣殺害をきっかけとして自分で事件を解決すべく動き、真犯人である世莉架に辿り着く。戦いを挑むもトラウマを刺激された焦りと彼女の能力の前に敗北し重傷を負った。
個別ルートにおいて、その正体は震災で死亡したと思われていた少女、南沢泉理であり、能力で本物の乃々の姿を借りていたことが明らかにされる。
トゥルールートでは全てを拓留達に告白し、元の姿である南沢泉理に戻ることを決意する。
能力は他者への変身。震災の時、目の前で乃々が死んだ絶望感から覚醒し、思わず乃々の姿を取っていた。以降は彼女の「もっと生きたかった」という意思を尊重し、かつ自分の欲求を満たすべく乃々として皆から憧れられる生活を送っていた。ディソードのモチーフは皮膚（手）。片手の指に嵌める形の柄が特徴的な、鎌のような剣身のディソード。
南沢 泉理（みなみさわ せんり）
声 - ブリドカットセーラ恵美
誕生日：1997年6月7日
乃々と雅司のクラスメイトであった少女。常に暗い顔をして何をやっても冴えない性格で、雅司からは邪険に扱われていた。本人である乃々とは親友同士であったが、震災の際に死亡した。
慰霊碑にも名前が刻まれていたが実は生きており、拓留達からは事件の真犯人であると目されていたが、現在は乃々として暮らしている。
有村 雛絵（ありむら ひなえ）
声 - 三森すずこ
誕生日：1999年3月3日
2年生。笑い上戸でお調子者、流行に目が無いなど典型的なイマドキの女子高生といった性格をしている。しかし嘘を吐く事だけは嫌っており、同時に嘘だらけの周囲の人間も軽蔑している。そのため友達付き合いは良くとも心中に踏み込めないでいる臆病な一面もある。また、文芸部の部長も務めており、自分でも創作をするために度々良いと思ったフレーズをノートに書き溜めている。会話の必要が無い華が好きで、過剰なスキンシップを取ることが多い。
回転DEAD事件（同事件に容疑者として現場に居合わせる）を通して拓留がギガロマニアックスである事を見抜き、彼に「殺されますよ」と警告をする。その後は新聞部に顔を出すようになり、部員達とも仲良くなって行く。以前より襲撃者達に怯えており、恐怖心から攻撃的な一面を見せる事もあったが、直接の戦闘は一度も経験していない。
かつて兄を震災で失っており、現在は険悪になった母とは離れ親戚の家で暮らしているが、個別ルートでは母親と再会する。
能力は相手の嘘を見抜く。決して嘘を吐かなかった兄が最期に遺した嘘がトラウマになっており、真実を知りたいと言う心が生み出した能力。相手の言葉が嘘かどうかを直感的に理解できるが、曖昧な答えや相手の心中までは読む事はできない。ディソードのモチーフは耳。蝶の羽を思わせる可憐な剣身を持つ。
山添 うき（やまぞえ うき）
声 - 水瀬いのり
誕生日：2001年10月19日
AH東京総合病院の地下で暮らす少女。眼鏡を掛け、年齢不相応な幼い外見をしている。実験台となった被験者のうち唯一正常で、地下施設にて被験者を世話していた。しっかり者で家事全般を的確にこなし、それゆえ乃々達から可愛がられるが、雛絵のように調子に乗る人物からはメイドのように扱われる事もある。最近の機械類が苦手で、スマートフォンの存在すら知らない。
出会った当初は周囲の全てに怯えておりしきりに地下に帰りたがっていたが、被験者達が全て回収されてしまった事を知り落胆する。その後は青葉寮で暮らし、結衣とはクラスメートだった事もあり意気投合した。
全てが終わった後も引き続き青葉寮で暮らし、家事の手伝いをしている。外見は同程度だが、結人からは「お姉ちゃん」と呼ばれている。
能力は欲求の知覚。対象が抱いている強い欲求を嗅ぎ取りリアルブートする。利用すれば幸せな幻覚を見せる事もできる。ディソードのモチーフは鼻。髑髏のような柄から伸びる剣身を持った禍々しいディソードで、うきの体格からは大きすぎるため取り回しが悪い。
香月 華（かづき はな）
声 - 仲谷明香
誕生日：1999年8月1日
1年生。新聞部の情報管理を一手に請け負っており、高いPCスキルを活かして拓留達をバックアップする。ネットゲーム好きで、部室ではいつもPCに向かっており、腹立たしい時はすぐ壁を殴り付ける事に拓留達は頭を痛めている。お洒落に興味がなく引きこもりがちな性格だが、巨乳でスタイルの良い美少女。
特に何らかの障害を負っている訳ではないのだが、何故か会話は全て「ん」だけで済ませるなど人との会話を酷く嫌っており、拓留や一部の部員にしか言いたい事が分からない。好物はロリポップとスルメ。いつもヘッドフォンをしている。
かつて能力を利用して友人を傷付けた事があり、それがトラウマとなっているためトリガーである発語を自ら禁じている。自身のルート以外ではギガロマニアックスである事さえ判明しない特殊なキャラクターで、前作の主人公である西條拓巳とも繋がりがある。
『らぶChu☆Chu!!』や一部のルートではまともな言葉で喋っている。
能力は集団を利用した妄想の増幅。自身で直接何かをリアルブートする事はできないが、発言を聞いた人間達の集団による曲解を経て発現する特異な能力で、「相手の持ち物が最初から自分の物であったと錯覚させる」といった小さい事から始まり、言葉を発するだけで「一家を離散させる」「空想の巨人を生み出す」などその力に際限は無いが制御もできない。ディソードのモチーフは舌。棘の生えた柄に手を入れ、蛇腹状の剣身を使うディソード。本人の運動神経も相まって戦闘には向かない。

### サブキャラクター
久野里 澪（くのさと みお）
声 - 種田梨沙（ゲーム） / 真田アサミ（アニメ, 『らぶChu☆Chu!!』）
誕生日：1997年12月11日
「ニュージェネレーションの狂気の再来」事件を追う謎の少女。常に白衣を纏っており、誰に対しても高圧的な物言いが特徴。
事件解決のために秘密裏に神成と協力しており、ギガロマニアックスやディソードについても知識を有している。かつてはSTEINS;GATEの牧瀬紅莉栖とも共同で研究しており、彼女を「天才」と称する一方で自身はあくまで「秀才」であると語る。金欠のためボロアパートに住んでおり、部屋には衣服が山積みにされており汚い。かつて存在したとあるギガロマニアックスのデータを基に自作のディソードを作り上げているが、単なる金属の塊であるため部屋に乱雑に置かれてしまっている。
実は拓留が好きなネット配信番組の中の人で、その事実を知った拓留は激しく狼狽していた。
トゥルールートでは拓留の脳波パターンを利用し、症候群者を現実に帰還させる画像を作り上げた。
伊藤 真二（いとう しんじ）
声 - 藤原祐規
誕生日：1997年9月1日
3年生。拓留の親友。猟奇的な事件を好むといった一面もあるものの基本的には善人で、拓留が対等にコミュニケーションできる数少ない相手。情強を自称する拓留をからかうも、信頼は厚く彼の活動を支えている。
佐久間の策略により操られ、結衣を殺害し犯人として逮捕されてしまう。長期的な思考誘導によって脳に深いダメージを負っているが、罪を償うために真犯人の情報を拓留に必死で提供しようとする。
川原 雅司（かわはら まさし）
声 - 阿部敦
誕生日：1997年4月18日
3年生。生徒会副会長を務めており、拓留達が乃々の手を煩わせる事から敵意を向けている。
和久井 修一（わくい しゅういち）
声 - 加藤将之
誕生日：1985年2月5日
新聞部顧問の男性。担当科目は古典。ボサボサの髪に無精髭、生徒達にもぞんざいに扱われるなどあまり頼りがいが無い。頼れる教師を自称するが拓留は鬱陶しがっている。
その正体は300人委員会に所属する末端研究員で、自身もまた自然覚醒した強力なギガロマニアックスである。物語の本筋には関わってはいなかったが、裏では拓留を使いギガロマニアックスのデータを集めていた。碧朋学園はそんな彼の実験場でもあり、監視施設は能力によって隠されている。ルートによっては残虐な本性を露わにし、拓留を殺害しようと迫って来る。
神成 岳志（しんじょう たけし）
声 - 桐本琢也
誕生日：1987年7月10日
渋谷署の警視庁捜査一課に所属する刑事で、ニュージェネレーションの狂気の再来事件を担当する。事件解決のために組織とは別動で民間の調査会社の力も借りており、その過程で澪達と協力する事となる。
百瀬 克子（ももせ かつこ）
声 - くじら
誕生日：1973年9月4日
前作から登場。民間の信用調査会社「フリージア」社長。神成の協力者であり、澪とも知り合い。
ゲンさん
声 - 石住昭彦
誕生日：不明
貴族を自称するが拓留が住む公園を寝床にする浮浪者で、拓留が一人暮らしを始める際に色々と便宜を図ってくれた恩人でもある。拓留には情報提供をする他、彼の愛読する雑誌を探して持って来てくれる。乃々達とも仲が良いため、彼女が殺害された際は悔しがる態度を見せた。
渡部 友昭（わたべ ともあき）
声 - 井上剛
誕生日：不明
数々のスクープ写真で実績を築いたカリスマネット記者。そのやり口には強引な部分もあり、拓留は嫌っている。学園祭での新聞部との対談にゲスト出演した際に、佐久間により衆目の前で殺害される。
ギガロマニアックスの一人で、能力は念写。
橘 結衣（たちばな ゆい）
声 - 原由実
誕生日：2001年7月10日
拓留の義理の妹。乃々の小うるさい一面に感化されており、拓留にも小言を言うが、本心では彼に対し異性として好意を向けている。
震災時に大人の男達によって強姦されかけた事がトラウマになっており、拓留を除く男性には極度の不信感を持つが、伊藤の明るさには警戒を解いていた。
ギガロマニアックスとして覚醒しかかっており、結人限定でテレパシーを送受信する能力を持っている。
橘 結人（たちばな ゆうと）
声 - 菊池こころ
誕生日：2003年2月8日
結衣の実弟で、拓留の義理の弟。震災のトラウマから年齢に比して精神が幼く、夜に一人でトイレに立つ事もできず、暗所恐怖症を患っている。
佐久間 恒（さくま わたる）
声 - 志村知幸
誕生日：不明
個人医院「青葉医院」と児童養護施設「青葉寮」の院長を務め、震災孤児となった拓留たちの父親代わりをしている壮年の男性。妻子や助手はおらず、たった一人で院を切り盛りしていた。豪快さと優しさを兼ね備えた好人物で、経営が苦しい中でもほとんどタダ同然の治療費で近所の人間を診たりしているため、その事に乃々は頭を痛めつつも、家族は全員が彼に尊敬を抱いている。
その正体は全ての黒幕であり、他者の痛みや苦しみを理解しながらも「面白い」なら快楽のために踏み躙る事を意に介さない。家族との触れ合いや地域住民との交流さえも殺人と同程度の「面白い」出来事であり、快楽を満たすために拓留達を引き取り家族となり、自身の発明を利用して事件を起こし、慌てふためく拓留達の姿を見て楽しんでいた。
院長を勤める前は委員会の末端の組織でギガロマニアックス研究をしており、その中で得た知識を用いてノアⅡの端末を改良し、擬似的なギガロマニアックスの能力を得た。背中に背負った装置とヘッドギア、疑似ディソードを使う事で対象の行動を操ったり幻覚を見せる、身体能力をブーストするなどの力を発揮する。ディソードはあくまで金属の塊でしかないが、強化すれば本物のディソードとも渡り合う。ただし、使用の度に手の平が焼けてしまう欠点がある。
エリンフレイ・オルジェル
声 - 加藤英美里
誕生日：不明
前作から登場。拓留がよく訪れる、「カフェLAX」の店員。アニメキャラの扮装をしているが何故か誰もツッコミを入れない。注文しない人間には厳しい。
裏設定として、カオスチャイルド症候群の罹患者にしか見えないらしい。
大谷 悠馬（おおたに ゆうま）
声 - 蓮岳大
誕生日：不明
ニュージェネレーションの狂気の再来、第1の事件「こっちみんな」の被害者。「未来が見える」と豪語し、実際に数々の予言を的中させて知名度を得ていた。アフィリエイト収入や仕事の依頼により多額の報酬を得ているが、ネットの批評を気にして安いマンションで貧乏暮らしを装っている。
能力は未来予知。範囲や条件は不明だが、狙った未来を見る事ができる。
杯田 理子(はいだ りこ)
声 - 明坂聡美
誕生日：1997年9月10日
拓留達の前に現れ突如として襲い掛かってきた謎の女。ぼさぼさの髪に火傷を負った顔、鉄骨を杖に脚を引きずって歩くという異様な風体をしている。インターネット上では南沢泉理と思われていた。当初は南沢泉理だと思われていたが、後に殺害された際に別人だと判明する。「上手に焼けました」の被害者。
震災時に顔に負った火傷から精神に異常を来しており、その後は全てを憎みながらもテレフォンアポインターの仕事で生活していた。佐久間に操られ、覚醒した能力で放火や傷害を繰り返し、拓留達を仇として付け狙う。意外にも私生活は慎ましく、一人暮らしの室内は洒落ており小綺麗なものであった。
能力はパイロキネシス。念じるだけで辺りを燃やす強力な能力であるが、ギガロマニアックスである以上は誰かの視界が無ければ使用できない。

## 主題歌

### 本編の主題歌
オープニングテーマ
「非実在青少年」（Xbox One / Windows / iOS / Android）
作詞・作曲 - 志倉千代丸 / 編曲 - 荒幡亮平 / 歌 - いとうかなこ
「シンギュラリティ」（PS4 / PS3 / PS Vita）
作詞・作曲 - 志倉千代丸 / 編曲 - 悠木真一 / 歌 - いとうかなこ

エンディングテーマ
「月蝕のヴァニタス」
作詞 - かなで / 作曲・編曲 - 林達志 / 歌 - ファンタズム（FES〈榊原ゆい〉）
「silent wind bell」
作詞・歌 - いとうかなこ / 作曲 - 大山曜 / 編曲 - 大山曜、磯江俊道

### 『らぶchu☆chu!!』の主題歌
オープニングテーマ
「非合理的かつ訂正不能な思い込み」
作詞・作曲 - 志倉千代丸 / 編曲 - 久下真音 / 歌 - アフィリア・サーガ
エンディングテーマ
「罪証のルシファー」
作詞・作曲 - 志倉千代丸 / 編曲 - 悠木真一 / 歌 - イケてるハーツ

## テレビアニメ
2017年1月より3月までTOKYO MXほかにて放送された。監督・シリーズ構成は神保昌登、アニメーション制作はSILVER LINK.。
初回放送は1時間スペシャルで、前半の第0話は6年前の事件「ニュージェネ」を紹介するための、前作『CHAOS;HEAD』のダイジェストとなっている。
最終話の最後には、未放送エピソードとなる『CHAOS;CHILD SILENT SKY』の制作が発表され、同年6月17日よりイベント上映され、同9月29日にAT-Xで前後編（#13、#14）として放送された。上映時の興行収入は600万円。
ニコニコ生放送では各キャラクターの前後編でサウンドドラマを展開。前編のアンケートでポジティブかネガティブかを集計し、多い方のルートを後編として流す。

### スタッフ
- 原作 - 志倉千代丸、MAGES.、CHIYOMARU STUDIO
- 監督・シリーズ構成 - 神保昌登
- シナリオ監修 - 林直孝、梅原英司、松原達也、松本裕介
- キャラクター原案 - ささきむつみ、松尾ゆきひろ
- キャラクターデザイン・総作画監督 - 山吉一幸
- プロップデザイン - 氏家嘉宏、大槻南雄
- アクション監督 - 米田紘
- 美術設定 - 綱頭瑛子、志和史織
- 美術監督 - 栗林大貴、畠山佑貴
- 色彩設計 - 平井麻実
- 撮影監督 - 杉山大樹
- 3D監督 - 北村浩久
- 編集 - 坪根健太郎
- 音響監督 - 土屋雅紀
- 音楽 - onoken、阿保剛
- 音楽制作 - 5pb.
- 音楽プロデューサー - 村上純
- プロデューサー - 千葉誠、河西真人、金子逸人、福田順、礒谷徳知、尾形光広、黒崎祐貴、金鮮伊、渡邊隆史、金子玄之
- アニメーションプロデューサー - 金子逸人
- アニメーション制作 - SILVER LINK.
- 製作 - CHAOS;CHILD製作委員会

### 主題歌（アニメ）
オープニングテーマ「Uncontrollable」（第1話 - 第6話、第8話 - 第11話）
作詞・作曲 - 志倉千代丸 / 編曲 - 悠木真一 / 歌 - いとうかなこ
第9話からは映像の一部が変更された状態で放送。
エンディングテーマ
「Find the blue」（第0話）
作詞・作曲 - 志倉千代丸 / 編曲 - 磯江俊道 / 歌 - いとうかなこ
「カオスシンドローム」（第1話 - 第6話、第8話 - 第11話）
作詞・作曲 - 志倉千代丸 / 編曲 - 悠木真一 / 歌 - 鈴木このみ
「silent wind bell」（SILENT SKY）
作詞・歌 - いとうかなこ / 作曲 - 大山曜 / 編曲 - 大山曜、礒江俊道

### 各話リスト
| 話数     | サブタイトル                 | 脚本     | 絵コンテ | 演出              | 作画監督 |
| -------- | ---------------------------- | -------- | -------- | ----------------- | --- |
| 第0話    | CHAOS;HEAD                   | 林直孝   | 西田正義 | 神保昌登          | 大槻南雄 平田和也 山本亮友 小林雅美 藤井文乃 前原薫                                                                             |
| 第1話    | 情報強者は事件を追う         | 神保昌登 | 神保昌登 | 神保昌登          | 平田和也 大槻南雄 米田紘 氏家嘉宏                                                                                               |
| 第2話    | 事件が彼らを嘯く             | 神保昌登 | 木村泰大 | 木村泰大          | 山吉一幸 大槻南雄 前田義宏 平田和也 松村りんご 飯飼一幸 片山敬介                                                                |
| 第3話    | 彼らのお祭りのお話の言い分   | 神保昌登 | 玉村仁   | 丸山由太          | 藤井文乃 片山敬介 出野喜則 飯飼一幸 藁科将人 冨田佳享 前原薫 木下ゆうき 平田和也                                                |
| 第4話    | お話の裏側が妄想を始める     | 神保昌登 | 神谷智大 | 神谷智大          | 柴田志朗 村上竜之介 大槻南雄 平田和也 山本亮友 藤井文乃 前田義宏 加藤久美子 山口菜 松本勝次 さのえり                            |
| 第5話    | 妄想の住人が騒ぎ迫る         | 神保昌登 | 神保昌登 | 神保昌登          | 平田和也 大槻南雄 小林雅美 山本亮友 工藤ゆき 正木優太 前田義宏 藤井文乃                                                         |
| 第6話    | 侵した過去に間に合うために   | 神保昌登 | 渡部高志 | 日下直義          | 平田和也 大槻南雄 山本亮友 勝亦祥視 野本正幸 佐々木萌                                                                           |
| 第7話    | （無題）                     | 神保昌登 | 神保昌登 | 神保昌登          | 氏家嘉宏 大槻南雄 高野ゆかり 松本勝次 平田和也 小川一郎 藤井文乃 工藤ゆき 三好智志 山本亮友 片山敬介                            |
| 第8話    | 錯綜する光と影に惑う思いは   | 神保昌登 | 神保昌登 | 板庇迪            | 山本亮友 平田和也 大槻南雄 小林雅美 武田芽衣 氏家嘉宏 のりみそのみ 藤井文乃 林奈緒子 片山敬介 前田義宏                          |
| 第9話    | 錯綜する思惑の行き着くところ | 神保昌登 | 二瓶勇一 | 高村雄太          | 平田和也 藤田亜耶乃 山本亮友 のりみそのみ 大槻南雄 藤井文乃 前田義宏 奈良実                                                     |
| 第10話   | 迫りくる過去の記憶           | 神保昌登 | 西田正義 | 山口頼房          | 平田和也 山本亮友 大槻南雄 のりみそのみ 加藤久美子 藤井文乃 出野喜則                                                            |
| 第11話   | 彼の戦い                     | 神保昌登 | 神谷智大 | 神谷智大          | 平田和也 山本亮友 大槻南雄 飯飼一幸 松本勝次 前田義宏 工藤ゆき 藤井文乃                                                         |
| 第12話   | 彼女の思惑                   | 神保昌登 | 西田正義 | 高村雄太 神保昌登 | 山吉一幸 平田和也 山本亮友 澤入祐樹 大槻南雄 古谷梨絵 藤田亜耶乃 氏家嘉宏 飯飼一幸 米田紘 藤井文乃 片山敬介 武田芽衣 ハンミンギ |
| 未放送話 | SILENT SKY                   | 神保昌登 | 西田正義 | 丸山由太          | 沼田広 しまだひであき 古谷梨絵 塚本歩 武田芽衣 工藤ゆき ハンミンギ 松下純子 出野喜則                                            |

### 放送局
| 放送期間                | 放送時間                     | 放送局     | 対象地域 | 備考                                 |
| ----------------------- | ---------------------------- | ---------- | -------- | ------------------------------------ |
| 2017年1月11日 - 3月29日 | 水曜 23:30 - 木曜 0:00       | AT-X       | 日本全域 | 製作参加 / CS放送 / リピート放送あり |
| 2017年1月12日 - 3月30日 | 木曜 1:35 - 2:05（水曜深夜） | TOKYO MX   | 東京都   |                                      |
|                         | 木曜 2:00 - 2:30（水曜深夜） | サンテレビ | 兵庫県   |                                      |
| 2017年1月13日 - 3月31日 | 金曜 1:00 - 1:30（木曜深夜） | チバテレビ | 千葉県   |                                      |
|                         |                              | tvk        | 神奈川県 |                                      |
|                         | 金曜 1:05 - 1:35（木曜深夜） | テレ玉     | 埼玉県   |                                      |
| 2017年1月14日 - 4月1日  | 土曜 1:35 - 2:05（金曜深夜） | KBS京都    | 京都府   |                                      |
|                         | 土曜 3:00 - 3:30（金曜深夜） | BS11       | 日本全域 | BS放送 / 『ANIME+』枠                |
| 初回は1時間スペシャル   |                              |            |          |                                      |

| 配信期間                | 配信時間                       | 配信サイト |
| ----------------------- | ------------------------------ | --- |
| 2017年1月14日 - 4月1日  | 土曜 12:00 更新                | dアニメストア |
| 2017年1月21日 - 4月8日  | 土曜 0:00（金曜深夜） 更新     | GYAO! フジテレビオンデマンド |
|                         | 土曜 0：30 - 1：00（金曜深夜） | ニコニコ生放送 |
|                         | 土曜 1：00（金曜深夜） 更新    | ニコニコチャンネル |
|                         | 土曜 10:00 更新                | DMM.com |
|                         | 土曜 12:00 更新                | RakutenShowtime ひかりTV バンダイチャンネル U-NEXT アニメ放題 J:COMオンデマンド auビデオパス Amazonプライム・ビデオ ビデオマーケット ムービーフルPlus |
|                         | 土曜 23：00 - 23：30           | AbemaTV 新作アニメch |
| 2017年1月25日 - 4月12日 | 水曜 12:00 更新                | Netflix PlayStation Store |
| 2017年1月26日 - 4月13日 | 木曜 更新                      | HAPPY!動画 |

### BD / DVD
| 巻         | 発売日        | 収録話          | 規格品番  | 規格品番   |
| 巻         | 発売日        | 収録話          | BD限定版  | DVD限定版  |
| ---------- | ------------- | --------------- | --------- | ---------- |
| 0          | 2017年3月24日 | 第0話           | KAXA-7490 | KABA-10520 |
| 1          | 2017年3月24日 | 第1話 - 第2話   | KAXA-7491 | KABA-10521 |
| 2          | 2017年4月28日 | 第3話 - 第4話   | KAXA-7492 | KABA-10522 |
| 3          | 2017年5月26日 | 第5話 - 第6話   | KAXA-7493 | KABA-10523 |
| 4          | 2017年6月30日 | 第7話 - 第8話   | KAXA-7494 | KABA-10524 |
| 5          | 2017年7月28日 | 第9話 - 第10話  | KAXA-7495 | KABA-10525 |
| 6          | 2017年8月25日 | 第11話 - 第12話 | KAXA-7496 | KABA-10526 |
| SIRENT SKY | 2017年9月29日 | テレビ未放送話  | KAXA-7497 | KABA-10527 |

### Webラジオ
『CHAOS;CHILD Mou☆Sou RADIO』は、2016年12月20日から2017年4月25日までRakuten.FM内OTALISにて火曜23時30分にライブストリーミング配信された番組。また、YouTubeでは翌週にアーカイブ配信が行われた。メインパーソナリティは来栖乃々役のブリドカットセーラ恵美。

## 各媒体の違い
- モバイル版：性的表現に規制され、3箇所のCGがシルエットになっており、1箇所アングルの変更される。
- PS4版：電話の音声をDualShock 4コントローラのスピーカーから流すことができる。
- PS Vita版：タッチスクリーン操作に対応している。
- PC/PS4/XB1/モバイル版：場面に応じてキャラクターの立ち絵への光源処理が施されている。
- TVアニメ版：カットシーンや一部セリフを変更され、拓留の妄想シーンは少ない。しかし、力士シールにも顔デザインが三つになっている。

## 出版物

### 資料集
ストーリーやグラフィックをはじめ、開発スタッフ協力の解説などを掲載した公式資料集。
- 電撃攻略本編集部（編著）『CHAOS;CHILD 公式資料集 Here Without You』、KADOKAWA（大型本）
  - 2015年9月25日発売、ISBN 978-4-04-869410-0

### 小説
藤井三打の著によるゲームのノベライズ『妄想科学ADV CHAOS;CHILD とある情弱の記録』が『電撃ゲーム文庫』（KADOKAWA）にて2015年12月10日に発売。また、梅原英司によるノベライズ『Chaos;Child -Children’s Revive-』が『講談社ラノベ文庫』（講談社）にて2017年3月31日に発売。
- 5pb×ニトロプラス（原作）・藤井三打（著）・ささきむつみ（イラスト）『妄想科学ADV CHAOS;CHILD とある情弱の記録』、KADOKAWA〈電撃ゲーム文庫〉
  - 2015年12月10日発売、ISBN 978-4-04-865472-2
- MAGES./Chiyo St.Inc.（原作）・梅原英司（著）・ささきむつみ（イラスト）『Chaos;Child -Children’s Revive-』、講談社〈講談社ラノベ文庫〉
  - 2017年3月31日発売、ISBN 978-4-06-381584-9

### 漫画
レルシーの作画によるゲームのコミカライズが『電撃G'sコミック』（KADOKAWA）にて2016年2月号から2018年4月号まで連載。また、園心ふつう作画によるスピンオフ漫画『CHAOS;CHILD 〜Children's Collapse〜』が、『月刊少年シリウス』（講談社）にて2016年10月号から2017年9月号まで連載され、2017年7月5日からは『水曜日のシリウス』で2018年11月28日まで連載した。
- MAGES./Chiyo St.Inc.（原作）・レルシー（作画）『CHAOS;CHILD』、KADOKAWA〈電撃コミックスNEXT〉
  1. 2016年8月27日発売、ISBN 978-4-04-892359-0
  2. 2017年1月27日発売、ISBN 978-4-04-892533-4
  3. 2018年3月27日発売、ISBN 978-4-04-893591-3
  4. 2018年3月27日発売、ISBN 978-4-04-893592-0
- MAGES./Chiyo St.Inc.（原作）・梅原英司×MAGES.（脚本）・園心ふつう（作画）『CHAOS;CHILD 〜Children'sCollapse〜』、講談社〈シリウスKC〉
  1. 2017年1月27日発売、ISBN 978-4-06-390677-6
  2. 2019年1月9日発売、ISBN 978-4-06-514190-8
  3. 2019年1月9日発売、ISBN 978-4-06-514193-9